# Straßenbahnhof Tolkewitz

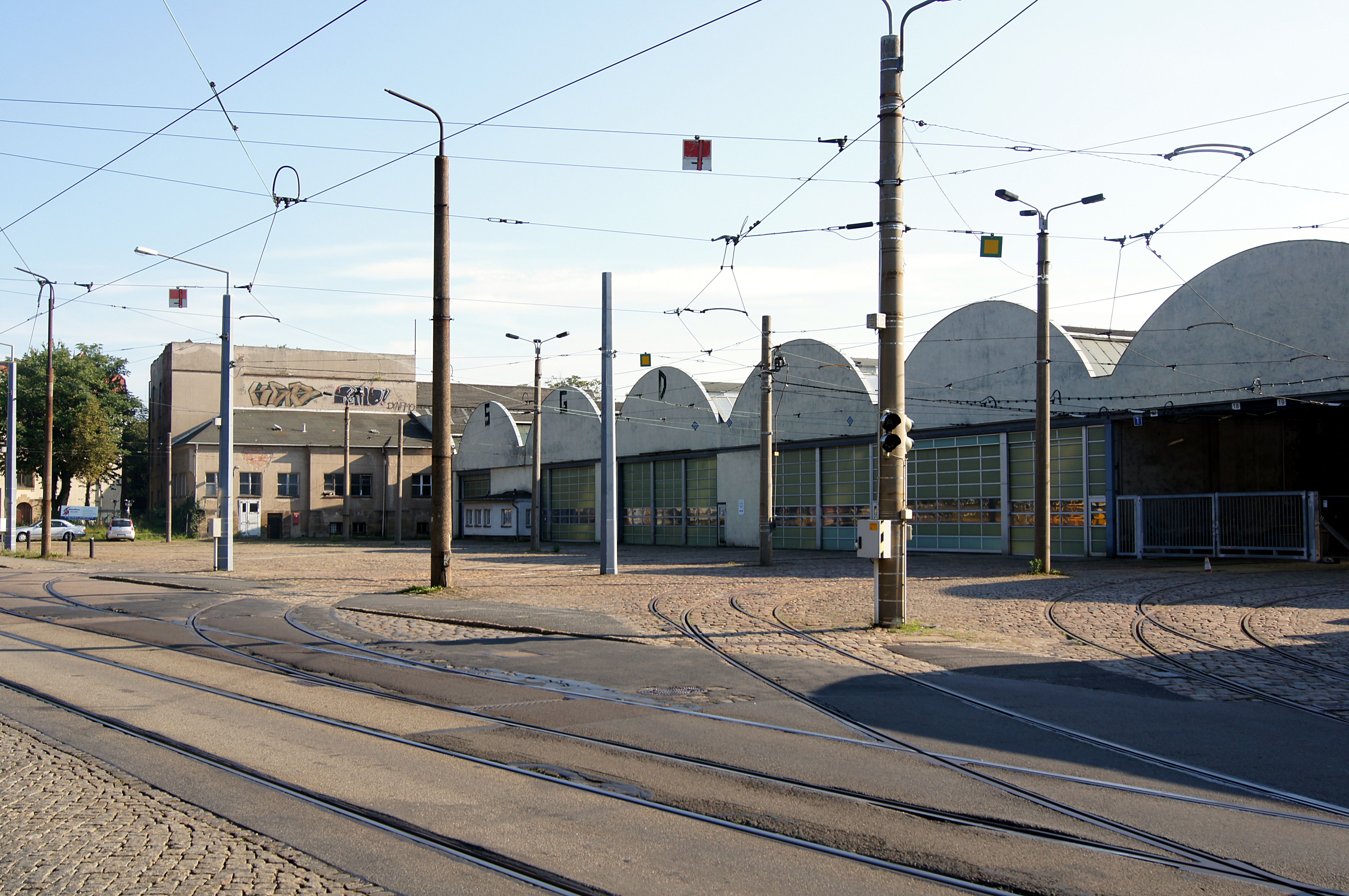
Straßenbahnhof Tolkewitz (2011)

Der Straßenbahnhof Tolkewitz (auch Betriebshof Tolkewitz) war ein Straßenbahndepot im Dresdner Stadtteil Tolkewitz, das die Hauptwerkstatt der Dresdner Verkehrsbetriebe beheimatete. Nach Abbruch der nicht denkmalgeschützten Bausubstanz 2015/16 wurde sein Standort von 2016 bis 2018 zum Schulcampus Tolkewitz ausgebaut.

## Geschichte
Nachdem Tolkewitz und dessen Nachbargemeinde Laubegast bereits 1893 Straßenbahnanschluss erhalten hatten, erwarb die „Dresdner Straßenbahn-Gesellschaft“ 1896 aus den Flächen des früheren Bauerngutes der Nachfahren von Johann Georg Palitzsch in der Gemarkung Tolkewitz etwa 10 Hektar Ackerland und ließ hier bis 1899 zwei Abstellhallen errichten. 1901 folgte die Erweiterung auf fünf Hallen mit insgesamt 20 Abstellgleisen sowie an der Schlömilchstraße der Bau eines eigenen Bahnstromkraftwerkes, das ferner den Strom für die Vorortbahn Loschwitz–Pillnitz lieferte, sowie eines Wohn- und Verwaltungsgebäudes. Besonderes Kennzeichen der Abstellhallen waren die mit Jugendstilelementen gestalteten, zur Einfahrtseite hin verglasten Portale.
1924 bis 1927 entstand an der Kipsdorfer Straße ein Neubau als Straßenbahn-Hauptwerkstatt im Stil der „Neuen Sachlichkeit“. Bis 1933 wurde dann der Hallenbereich auf insgesamt acht Hallenschiffe vergrößert. Die jeweils 130 Meter langen Abstellhallen fassten insgesamt 112 Straßenbahntrieb- und 114 -beiwagen. Damit war dieser Betriebshof der zweitgrößte der „Dresdner Straßenbahn AG“ nach dem Betriebshof Waltherstraße. Das Kraftwerk wurde 1927 stillgelegt.

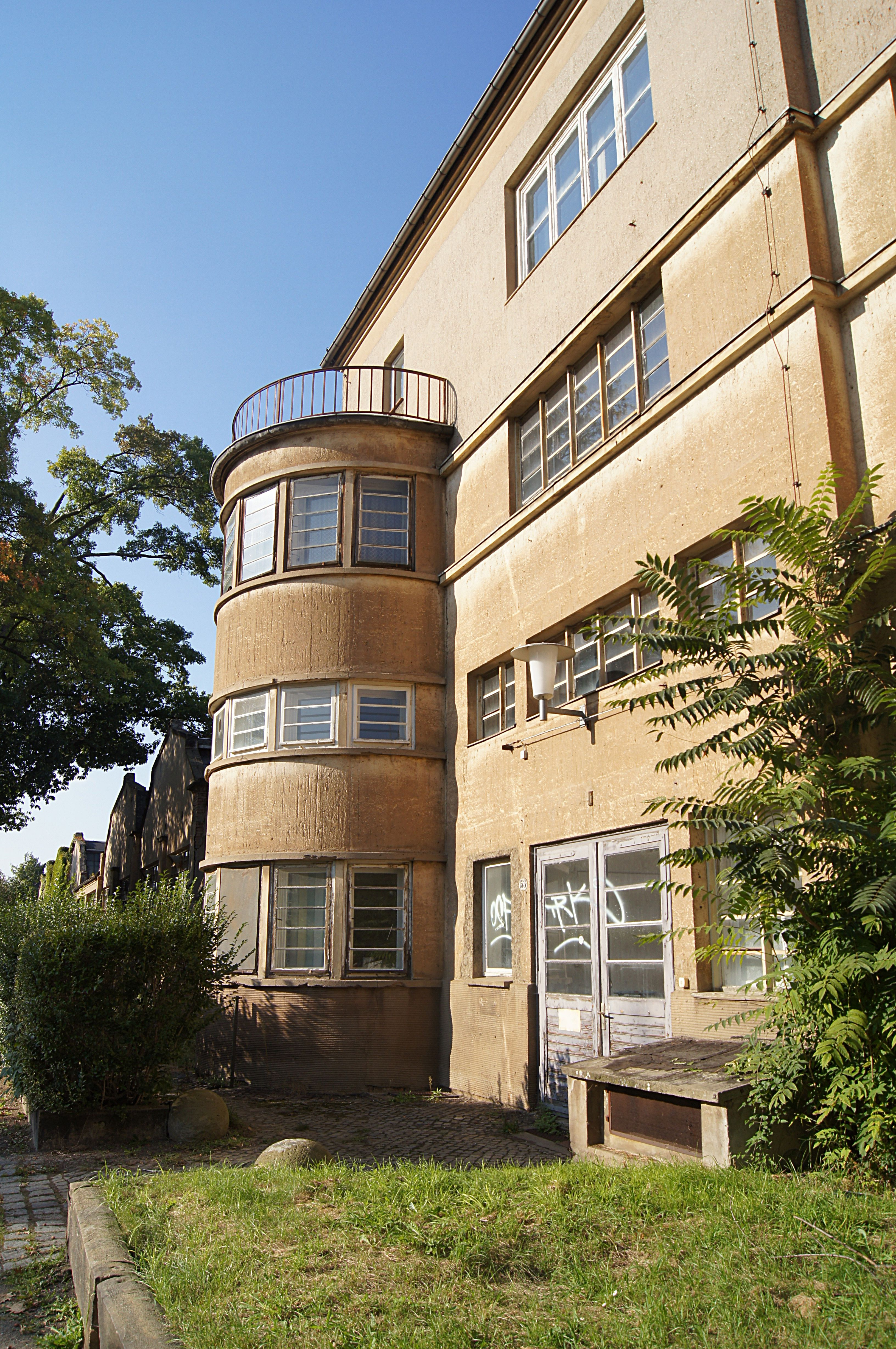
Verwaltungsgebäude

Am 13. und 14. Februar 1945 führten Bombenabwürfe zur Zerstörung des Betriebshofes. Trotzdem gelang schon 1946 die Wiederinbetriebnahme des Straßenbahnhofes. Teile der Hauptwerkstatt befanden sich noch unter freiem Himmel. 1949 wurde ein neues Verwaltungsgebäude errichtet, dessen markanter runder Vorbau und weit vorstehendes Dach beim Umbau 2016–2018 als Bestandteil des Schulneubaus erhalten blieben. 1953 wurde ein großer Kultursaal mit 486 Plätzen im zweiten Obergeschoss des Hauptwerkstattgebäudes Schlömilch-/Ecke Kipsdorfer Straße eröffnet. Anstatt der Jugendstilfassaden wurden mit dem Wiederaufbau erheblich schlichtere Rundbögen zur Ausfahrtseite hin errichtet.
1969 begann die Zuständigkeit der Hauptwerkstatt für die Wartung der Tatrawagen T4D/B4D, die über einen Zeitraum von 35 Jahren hier Hauptuntersuchungen erhielten. Am 29. Oktober 1986 brannte aufgrund unsachgemäßer Schweißarbeiten an einem Tatrawagen die Halle C völlig ab. Zwei Tatratriebwagen und zwei Beiwagen brannten völlig aus, weitere wurden beschädigt und das gesamte Inventar der Halle vernichtet. Der entstandene Schaden betrug etwa sechs Millionen DDR-Mark. Die endgültige Beseitigung der Schäden an den Hallen B und D konnte erst mehr als sechs Jahre danach durch die nunmehrige „Dresdner Verkehrsbetriebe AG“ (DVB) 1992 bis 1994 erfolgen.
Ab 1992 bis 1997 wurde hier – gemeinsam mit dem Betriebshof Trachenberge – die Serienmodernisierung an insgesamt 180 T4D und 65 B4D durchgeführt, die Hauptwerkstatt war dabei mit Ausnahme der Aufarbeitung und Neulackierung des Wagenkastens für die gesamten technischen Komponenten zuständig. Danach begann die Schließung der Hauptwerkstatt, die ab 1996 zum Betriebshof Gorbitz und nach Trachenberge verlegt wurde; 2004 war dieser Prozess abgeschlossen. Von 2004 bis 2007 war Tolkewitz eine reine Abstellanlage, am 1. September 2007 wurde der Betrieb des Straßenbahnhofs Tolkewitz offiziell eingestellt.
Gleichwohl wurde er durch die DVB weiter genutzt: Das Unternehmen sammelte hier die überzähligen Fahrzeuge der T4D und B4D – bis zu 58 Fahrzeuge standen hier zur gleichen Zeit – und sie traten von hier aus den Weg nach Osteuropa oder auf den Schrottplatz an. Vom 11. Juni bis zum 6. August 2010 wurde der Betriebshof noch einmal planmäßig benutzt, da der Betriebshof Trachenberge durch Straßen- und Gleisbauarbeiten zeitweilig vom Netz abgeschnitten war. Von Herbst 2010 an wurden während der Sanierung der Hallen für das Straßenbahnmuseum Dresden in Trachenberge dessen Fahrzeuge im Betriebshof Tolkewitz hinterstellt. Mit der Verschrottung der letzten Tatra-Fahrzeuge endete die Nutzung 2013.
2015 begann der Abbruch der alten Wagenhallen, die bis dahin Vandalismusschäden erlitten hatten.  Teile der ursprünglichen Bausubstanz sind in den Schulcampus integriert worden.

## Volksbad Tolkewitz

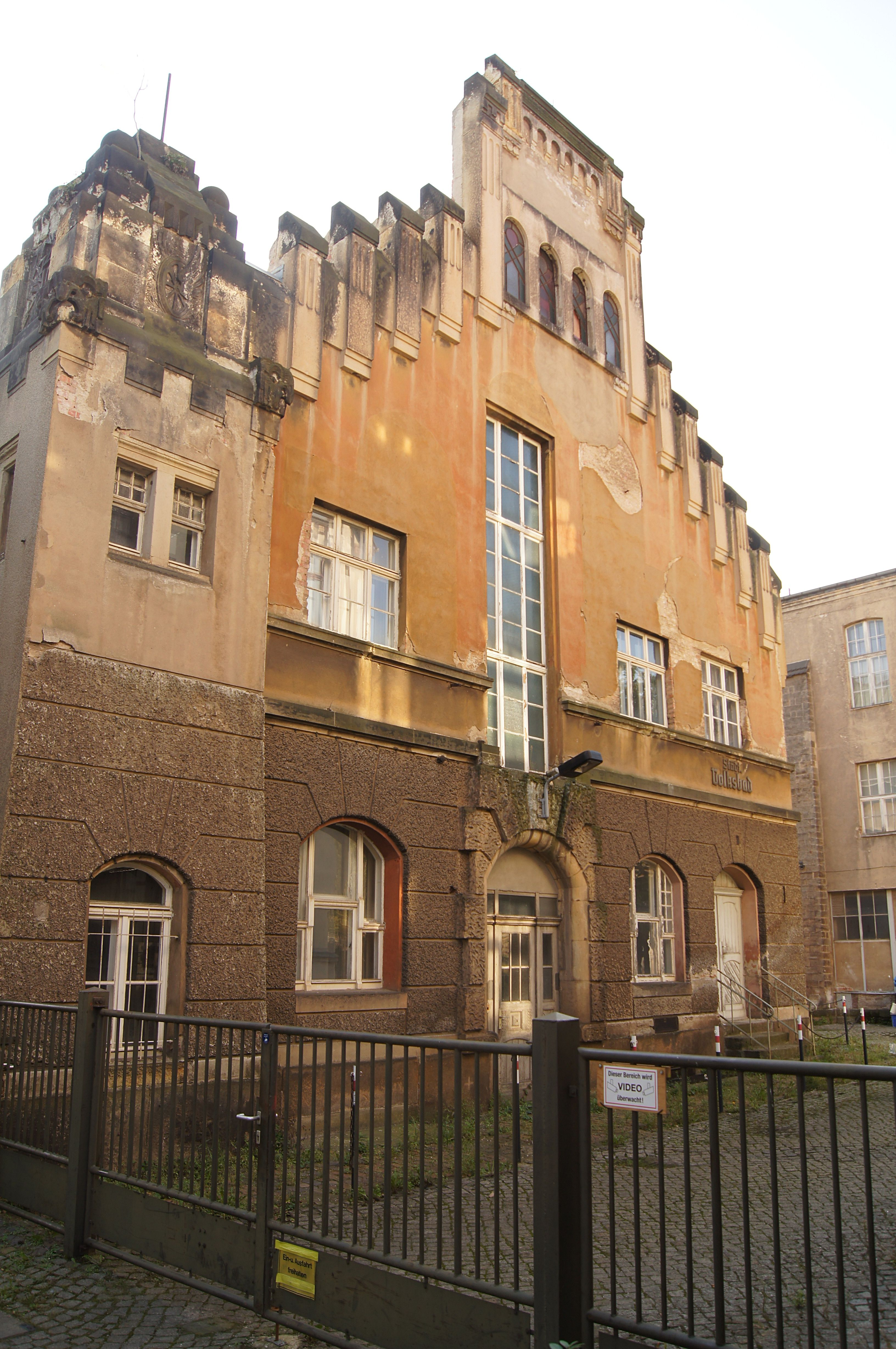
Ehemaliges Volksbad, Zustand 2011

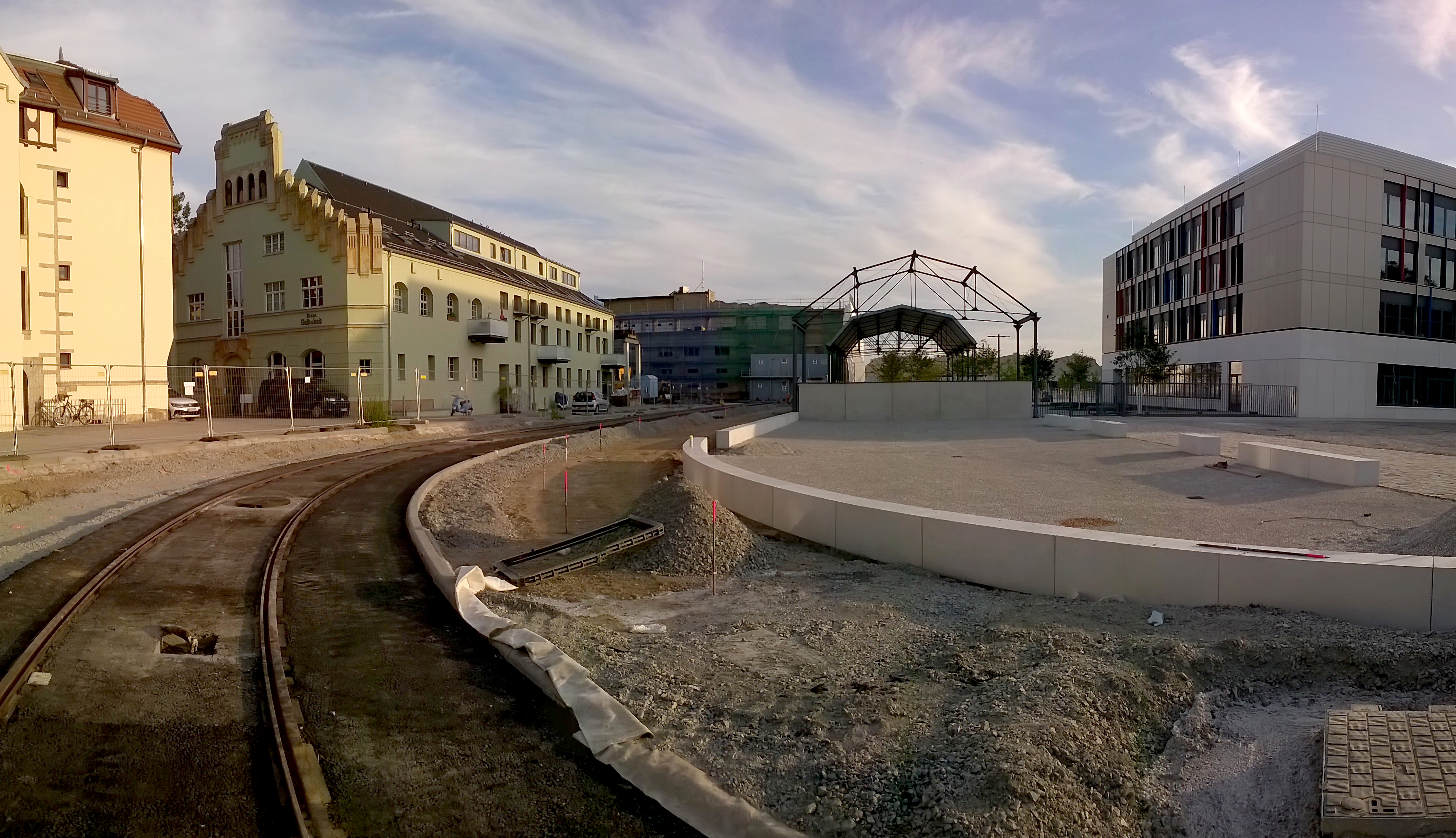
Volksbad mit Schulcampus – Zustand Juni 2018

Ab Mitte der 1920er Jahre war das Unternehmen nicht mehr auf eine eigene Energieversorgung angewiesen. So wurde 1927 das Kraftwerk stillgelegt und 1928 in dessen Räumen zunächst ein Bad für die Mitarbeiter der „Dresdner Straßenbahn AG“ eingerichtet. Später wurde daraus ein „Städtisches Volksbad“. Nach dem Zweiten Weltkrieg, den das Gebäude relativ unbeschadet überstanden hatte, diente es als Hauptlager für die Straßenbahnwerkstatt Tolkewitz.
Ab 1980 zogen Teile der Einkaufs-Abteilung der DVB in die verbliebenen Büroräume des Bades ein. Im Keller befand sich ein Kleinkaliber-Schießstand, er gehörte vermutlich der Betriebsgruppe der Gesellschaft für Sport und Technik (GST). Nachdem die Einkaufsabteilung in den Betriebshof Trachenberge und das Hauptlager in den neu errichteten Betriebshof Gorbitz umgezogen waren, blieb das Gebäude ab 2003 ungenutzt und verfiel zusehends.
Ein privater Investor aus Böblingen sanierte ab 2015 das Gebäude und versah es mit Wohnungen. Seit 2019 ist es komplett in neuer Nutzung.

## Gleisdreieck Schlömilchstraße
In der Schlömilchstraße, östlich des eigentlichen Betriebshofes, wurde 1926 ein Gleisdreieck mit einer eingleisigen Strecke gebaut, die sowohl als Endpunkt von Straßenbahnlinien (ab 18. Juni 1926), als auch als Zufahrt zu zwei Güteranschlüssen diente.
Das südliche der beiden Anschlussgleise wurde 1948 als Anschlussgleis für die Hauptwerkstatt in Betrieb genommen und endete an einer Rampe mit einem Be- und Entladekran und war bis Mitte der siebziger Jahre in Betrieb. 2015 waren noch die Weiche und ein Gleisrest bis zum Straßenbord vorhanden. Das nördliche Anschlussgleis führte auf den Hof zwischen Hauptwerkstatt und Transformatorengebäude und wurde für Kohletransporte zum Heizhaus genutzt. Bis in die 1970er Jahre war das Gleis noch vorhanden, 2015 war der Verlauf im Straßenpflaster und in der Hofeinfahrt noch zu erkennen.
Das Gleisdreieck sollte mehrfach durch eine Gleisschleife ersetzt werden, so 1957 über eine Blockumfahrung Schlömilchstraße – Kipsdorfer Straße – Ankerstraße (bis Ende der 1980er Jahre planerisch verfolgt). In den 1990er Jahren wurde eine Gleisschleife südlich der Kipsdorfer Straße geplant, die behindertengerechte Haltestelle sollte längs des Verbindungsweges zwischen Kipsdorfer und Löwenhainer Straße zu liegen kommen. Weitere Untersuchungen legten diese noch näher an das Wohngebiet, die direkte Gleisverbindung über die Marienberger Straße zur Bodenbacher Straße war ebenso in Untersuchung. 2013 tauchte in Planungen erneut eine Gleistrasse von der Schlömilchstraße bis zur Altenberger Straße und einer Gleisschleife an der Hepkestraße auf („Städtebaulicher Wettbewerb Tolkewitz/Seidnitz – Gebiet zwischen der Wehlener, Altenberger und Marienberger Straße“). Die neue Gleisschleife nutzt mehr die nordöstliche Ecke des einstigen Betriebshofgeländes.
Im Gleisdreieck Schlömilchstraße (als Endpunkt Tolkewitz bezeichnet) wendeten:
- 1926–1928: Linie 20,
- 1928–1931: Linie 119,
- 1937–1941: Linie 122,
- 1945: Linie 22,
- 1948/49: Linie 19,
- 1949–1969: Linie 3,
- 1957/58: Linie 50,
- 1958–1961: Linie 53,
- 1965–1978: Linie 10,
- 1985–1990: Linie 18 und
- 1990–2000: Linie 1.

Am 27. Mai 2000 wendete Linie 1 hier letztmals planmäßig, danach wurde das Gleisdreieck nur bei Gleisbaumaßnahmen als zeitweiliger Endpunkt genutzt.

## Heutige Situation

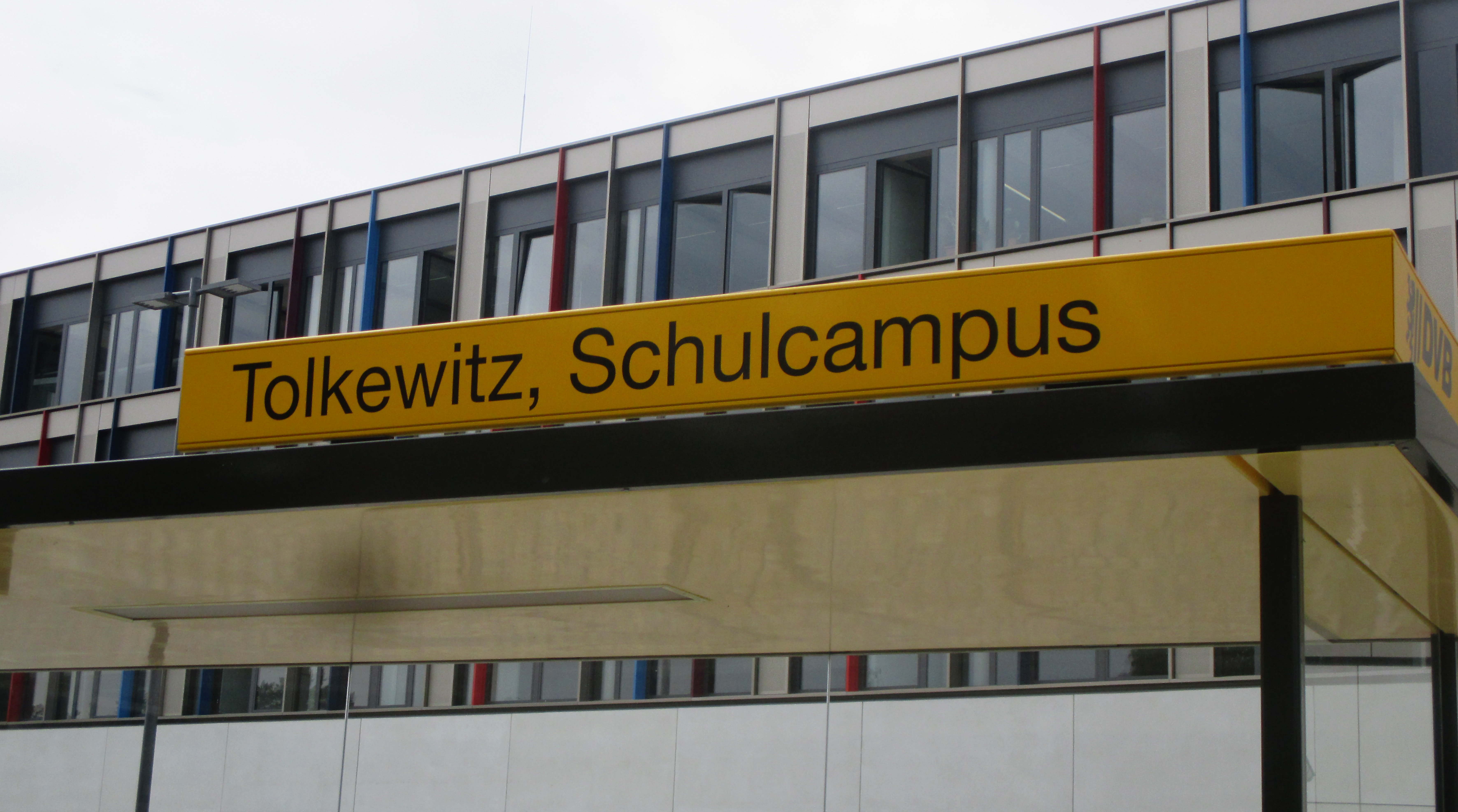
Dresden-Tolkewitz – Schulcampus, 2018

Auf dem einstigen Betriebshof-Gelände wurde 2018 der Schulcampus Tolkewitz fertig gestellt, und am 17. August durch den Oberbürgermeister der Landeshauptstadt Dresden eingeweiht. Dazu wurde nach einem Investorenwettbewerb 2014 ab Winter 2015/2016 ein Großteil der alten Bausubstanz abgerissen und das Gelände eingeebnet. Am 21. April 2016 wurde der erste Spatenstich für den neuen Doppel-Schulstandort für etwa 1800 Schüler ausgeführt. Die Baukosten des Schulcampus Tolkewitz betrugen 68 Millionen Euro.
Das ehemalige Volksbad wurde 2015 durch einen privaten Investor erworben, der es bis 2019 zu 18 Wohnungen umbaute.
Die neue Gleisschleife bauten die Dresdner Verkehrsbetriebe AG 2018 von der Schlömilchstraße aus. Zuvor wurden diese, die Kipsdorfer und die Wehlener Straße (im Bereich des ehemaligen Straßenbahnhofes) saniert. Dabei wurden Gleisreste der ehemaligen Hallenzufahrten zur Erinnerung an das Depot erhalten, der (historische) Endpunkt „Tolkewitz“ (bzw. früher „Straßenbahnhof Tolkewitz“) bleibt auf diese Weise betrieblich erhalten.